# Claudia Severa

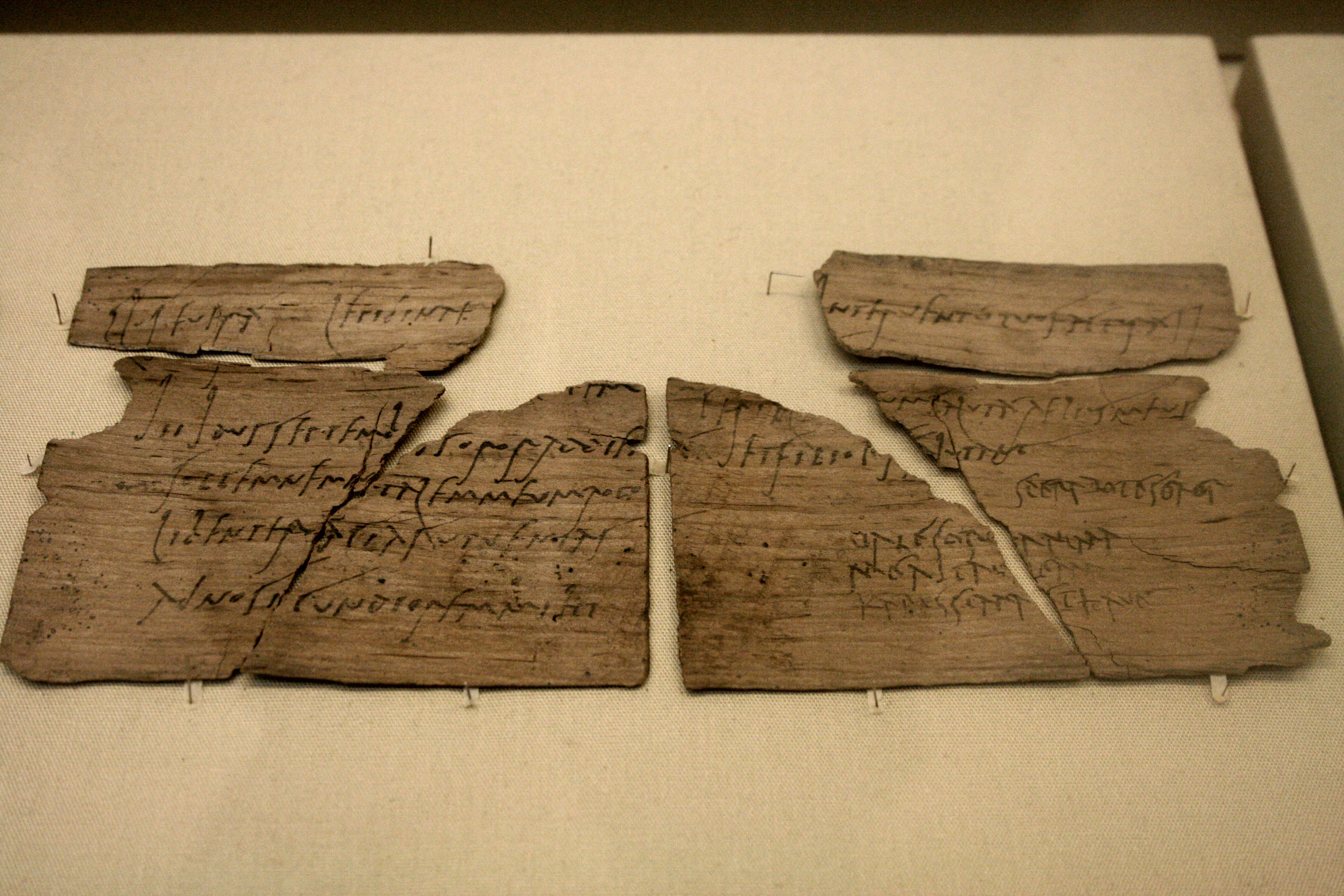
Die Vorderseite der Vindolanda-Tafel 291

Claudia Severa war die Ehefrau von Gaius Aelius Brocchus, einem Angehörigen des römischen Ritterstandes (Eques). Sie lebte im 1. Jahrhundert n. Chr. und ist durch mehrere Vindolanda-Tafeln belegt.

## Vindolanda-Tafel 291
Die Vindolanda-Tafel 291 stellt eine Einladung zur Geburtstagsfeier von Claudia Severa am 11. September eines unbekannten Jahres dar, die von Claudia Severa an ihre Freundin Sulpicia Lepidina geschickt wurde. Sulpicia Lepidina war die Ehefrau von Flavius Cerialis, der zu diesem Zeitpunkt Kommandeur der Cohors VIIII Batavorum war. Aus dem Schreiben geht auch hervor, dass der Gentilname ihres Ehemanns Aelius war und dass sie mindestens einen Sohn hatte.

## Vindolanda-Tafel 292
Die Vindolanda-Tafel 292 stellt einen weiteren Brief von Claudia Severa an Sulpicia Lepidina dar, in dem sie einen bevorstehenden Besuch bei Sulpicia Lepidina ankündigt. Durch das Schreiben ist das Cognomen ihres Ehemanns Brocchus belegt.

## Weitere Vindolanda-Tafeln
Die Namen Claudia bzw. Severa sind darüber hinaus auf den Tafeln 244, 293, 622 und 626 erhalten.

## Gaius Aelius Brocchus
Durch die zwei Vindolanda-Tafeln ist belegt, dass der Ehemann von Claudia Severa Aelius Brocchus hieß. Er war ein Angehöriger des römischen Ritterstandes, der in der Provinz Britannia sein erstes oder zweites militärisches Kommando (siehe Tres militiae) ausübte. Sein Praenomen Gaius ist durch eine Inschrift bekannt, durch die ein weiteres, später folgendes militärisches Kommando nachgewiesen ist.

## Datierung
Die beiden Vindolanda-Tafeln 291 und 292 werden bei den Roman Inscriptions of Britain auf 97/105 datiert. Die Inschrift wird bei der Epigraphik-Datenbank Clauss-Slaby und bei der Epigraphischen Datenbank Heidelberg auf 103/115 datiert.